# کوین پزونی
کوین پزونی (انگلیسی: Kevin Pezzoni؛ زادهٔ ۲۲ مارس ۱۹۸۹) بازیکن فوتبال اهل آلمان است.
از باشگاه‌هایی که در آن بازی کرده‌است می‌توان به باشگاه فوتبال کلن، باشگاه فوتبال ارتسگبیرگ آئو، باشگاه فوتبال وهن ویسبادن، و باشگاه فوتبال زاربروکن اشاره کرد.
وی همچنین در تیم‌های ملی فوتبال جوانان آلمان، و جوانان آلمان، و زیر ۲۱ سال آلمان بازی کرده‌است.